# Демон снов
«Демон снов» (англ. Dream Demon) — фильм ужасов, снятый режиссёром Харли Коклиссом в 1988 году.

## Сюжет
Дайана готовится вступить в брак с ветераном Фолклендской войны Оливером. В качестве свадебного подарка она получает от отца старинный особняк, где по ночам у девушки начинаются кошмары. Вдобавок в реальной жизни девушке начинают докучать репортёры жёлтой прессы. Неожиданно в жизни Дайаны появляется американская туристка Дженни Хофманн, которая считает, что когда-то жила в этом доме. Девушки обмениваются мечтами и кошмарами, в итоге жуткие образы становятся общими для них.
Вдобавок в доме исчезает фотограф таблоида. Девушки пытаются исследовать здание, в итоге они попадают в какое-то зазеркалье. Придя в ужас от всего произошедшего, Дженни пытается уехать из Англии. Однако, оказывается, что одного желания недостаточно, чтобы выбраться из этого коллективного кошмара.
В итоге выясняется, что ужасы дома связаны с детством Дженни, когда после смерти матери её отец-скульптор привязывал дочь к ангельским крыльям и создавал свои работы. Однажды девочка посулила отцу смерть, в доме возник пожар, отчего скульптор погиб. Несмотря на то, что загадка дома оказывается решённой, Дайана решает не вступать в брак с Оливером и продаёт дом.

## В ролях
- Джемма Редгрейв — Дайана
- Кэтлин Вилхойт — Дженни Хоффман
- Тимоти Сполл — Пек
- Джимми Нейл — Пол
- Марк Гринстрит — Оливер
- Сьюзен Флитвуд — Дебора
- Аннабель Лэньон — Дженни в детстве
- Николас Грейс — отец Дженни
- Патрик О’Коннелл — детектив
- Эндрю Джонс — дизайнер
- Ричард Уорнер — пастор

## Награды
- Фестиваль Fantasporto 1989 года — номинация в категории «лучший фильм»